# Арнолд V фон Зирк
Арнолд V фон Зирк „Млади“ (на немски: Arnold V von Sirck 'der Jüngere'; † между 23 февруари 1371 и 31 декември 1371) от благородническата фамилията фон Зирк, е рицар, господар на господството Зирк (на френски: Sierck-les-Bains) в Лотарингия.
Той е син на Фридрих I фон Зирк († 1319) и втората му съпруга Аделхайд фон Байон († сл. 1319), дъщеря на Филип фон Байон († 1300) или на Хайнрих фон Байон († ок. 1258). Майка му е внучка на херцог Фридрих I от Лотарингия († 106/1207)) и принцеса Людмила Полска († пр. 1211).
Внук е на Арнолд III фон Зирк († 1280/сл. 1283) и Елза/Елизабет († сл. 1279). Племенник е на Йохан фон Зирк († 1305), епископ на Утрехт (1291) и на Тул (1296 – 1305). Полубрат е на Фридрих фон Зирк († 1323), епископ на Утрехт (1317 – 1323).
Прадядо е на Якоб фон Зирк († 1456), архиепископ и курфюрст на Трир (1439 – 1456) и от 1441 г. имперски канцлер на император Фридрих III. Император Фридрих III издига господството Зирк през 1442 г. на имперско графство.

## Фамилия
Арнолд V фон Зирк се жени ок. 1325 г. за Анна/Аделхайд фон Саарбрюкен († сл. 1345), внучка на Боемунд I фон Саарбрюкен († 1308), дъщеря на рицар Боемунд II фон Саарбрюкен–Дагщул († 1339) и Агнес фон Финстинген-Шваненхалс († сл. 1331), дъщеря на Хуго I фон Финстинген († сл. 1304). Те имат децата:
- Якоб фон Зирк, господар на Фрауенбург († 1 януари 1386/8 октомври 1386), женен за Елизабет де Монклер († сл. 1424); дядо на Якоб фон Зирк († 1456), архиепископ и курфюрст на Трир (1439 – 1456) и от 1441 г. имперски канцлер на император Фридрих III
- Фридрих II фон Зирк, господар на Фрауенбург († 1417), женен на 10 март 1372 г. за Анна фон Родемахерн, внучка на Йохан I фон Родемахерн († 1360), дъщеря на Гилес IV фон Родемахерн-Засенхайм († сл. 1381) и Жана дьо Шатилон-сюр-Марне († сл. 1385)
- Боемунд фон Зирк († сл. 1390 в Свещен орден във Вайсенбург)
- Аделхайд фон Зирк, омъжена пр. 10 май 1353 г. за Йохан V фон Брюкен († 1 юли 1375), господар на Хунзинген и Дагщул, син на рицар Йохан IV фон Брукен, господар на Хунзинген († 1333) и на фон Хоен-Лимбург.